# Sturm motorfietsen
Sturm is een historisch merk van motorfietsen.
De bedrijfsnaam was: Sturm-Fahrzeugwerk Dierssen & Co., Lüneburg.
Sturm was een van de honderden Duitse bedrijven die in 1923 begonnen met de productie van lichte, betaalbare motorfietsjes. Sturm kocht daarvoor 147cc-Alba-zijklep-inbouwmotoren in, die in eigen frames werden gemonteerd. Zoals bijna alle concurrenten moest Sturm het hebben van klanten in de eigen regio, waardoor geen grote aantallen verkocht konden worden. Toen deze "Motorboom" in 1925 net zo plotseling eindigde als ze begonnen was, verdwenen meer dan 150 merken van de markt. Dat gebeurde ook met Sturm.